# Албидона
Албидо̀на (на италиански: Albidona, на местен диалект Albedone, Албедоне) е село и община в Южна Италия, провинция Козенца, регион Калабрия. Разположено е на 810 m надморска височина. Населението на общината е 1427 души (към 2012 г.).